# Georgische Grammatik
Dieser Artikel beschreibt die Grammatik der georgischen Sprache (Eigenbezeichnung: [kartuli ena] ქართული ენა). Die Grammatik des Georgischen und der anderen sogenannten kaukasischen Sprachen ist so umfangreich, dass hier keineswegs alle Einzelheiten aufgeführt sind.

## Schrift und Lautlehre
- Das Georgische verfügt über eigene Schriftsysteme, die in einem eigenen Artikel beschrieben werden.
- Das Georgische besitzt abgesehen von Ejektiven nur wenige Laute, die im Deutschen nicht vorkommen. Schwierigkeiten bereiten vor allem die ungewöhnlichen (bis zu 8 Konsonanten umfassenden) Konsonantenbündel, vor allem am Silbenanfang.
- Die Betonung ist schwach und nicht bedeutungsunterscheidend, sie liegt vorwiegend am Wortanfang.
- h ist im Georgischen sehr selten, im Silbenanfang vor Konsonant wird es auch weggelassen.

### Dem Georgischen fremde Laute
Folgende Laute des Deutschen gibt es im Georgischen nicht oder nur als Assimilations-Varianten:
| Laut                   | Bemerkung |
| Konsonanten            | Konsonanten |
| ---------------------- | --- |
| 'f'                    | 'F' in Fremdwörtern erscheint im Georgischen als behauchtes [ph]: pilmi „Film“. Ein [f] hört man nur als stimmlose Variante von 'v': vk'itxulob [fkitxɔɫob] „ich frage“.                                                                                             |
| 'j'                    | Einen Buchstaben 'j' gibt es nicht. Ein i vor/nach einem Vokal gehört mit diesem nicht zur selben Silbe: iapi [i.api] „billig“. Ein [j] kann man hören, wenn ein Vokal + 'i' in der Aussprache zusammengezogen werden: sheidzleba [ʃɛi̯d͡zlɛba] „ist möglich/erlaubt“. |
| 'ch' wie in 'Licht'    | Es gibt nur den ach-Laut wie in 'lachen' |
| Reibe-R                | Das georgische r wird wie etwa im Italienischen gerollt. Der Laut gh klingt hingegen ähnlich wie das hochdeutsche 'r'. |
| Helles 'l'             | Das georgische l wird [ɫ] wie in englisch 'milk' oder russisch 'polk' gesprochen. |
| Vokale                 | |
| ö, ü=y [øœ/ʏy]         | Das Georgische kennt nur die Vokale a, e, i, o, u. |
| gespanntes e/o [e/o]   | Georgisches e und o sind offen wie in "Helm" [ɛ] bzw. "Holz" [ɔ]. Oftmals hört man auch als Varianten gespanntes [e] bzw. [o]: ori [o.ri] „zwei“, dghe [dɣe] „Tag“.                                                                                                  |
| ungespanntes i/u [ɪ/ʊ] | Georgisches i und u werden wie in "Idee" bzw. "Ural" gesprochen. |

- Das Georgische kennt keine Polyphthonge; nebeneinanderstehende Vokale gehören also empfindungsmäßig zu zwei verschiedenen Silben, auch wenn man sie beim Sprechen zusammengezogen hört: aucilebeli [au̯.t͡si.'lɛ.bɛ.li] „notwendig“.
- Steht zweimal der gleiche Vokal nebeneinander, werden beide beim Sprechen zu einem Langvokal zusammengezogen: cheebi [xɛ:.bi] „Bäume“, araa [a.ra:] „ist nicht“.

### Umschrift und Aussprache
- Für die einzelnen Buchstaben der georgischen Schrift existieren verschiedene Transkriptionen mit lateinischen Buchstaben. Im Folgenden wird eine Schreibweise verwendet, die ohne Sonderzeichen auskommt; dabei ist zu beachten, dass mehreren Zeichen der Umschrift oftmals nur EIN Buchstabe in der georgischen Schrift entspricht.
Dies gilt für sh, zh, ch; ts, dz, tsh, dzh; gh sowie für die Ejektive p’, t’, k’, ts’, ch’.
  - In anderen Umschriften kann man
c für ts,
š für sh,
ch / ç für tsh,
j für ds,**(d)j, ĵ für dzh,
g´ / γ für gh,
kh für x finden.
  - Ejektive (glottalisierte Plosive/Frikative) sind in anderen Umschriften teilweise nur mit einem untergeschriebenen Punkt statt mithilfe eines Apostrophs gekennzeichnet.
- In dieser Grammatik werden zusätzliche Hilfszeichen verwendet:
  - Bindestriche (-), um die Bestandteile zusammengesetzter Wörter zu verdeutlichen;
  - Unterstriche (_) als Platzhalter für einen ausgefallenen Laut;
  - Apostrophe (') für die Ejektive.

Die folgenden Buchstaben der Umschrift werden wie im Deutschen ausgesprochen:
```
 
b, d, g, m, n, h
    werden wie im Deutschen ausgesprochen
 
r
                   einfach gerolltes 'r' [r]
 
v
                   wie in 'Vase' [v]
```

(Teilweise) abweichend werden ausgesprochen:
```
 Vokale                      ein nicht doppeltgeschriebener Vokal ist kurz
 
e, o
                    sind ungespannt wie in 'Hemd, Koch' [ε, ɔ]
 
i
                       ist gespannt wie in '
I
dee' [i]
 
u
                       ist gespannt wie in '
U
ral' [u]
```

```
 
l
                       dunkles 'l' (wie in englisch 'milk')
 
s
                       immer wie 'ß' [s]
 
z
                       stimmhaftes 's' wie in „Sonne“ [z]
 
x
                       wie 'ch' in 'la
ch
en' [χ] (nie wie in 'Li
ch
t')
 
gh
                      stimmhaftes Gegenstück zu 'x' [γ]
                             (Reibelaut wie in berlinerisch 'sa
g
ense ma!')
 
sh  - zh
                wie 'sch' [ʃ] - wie 'j' in '
J
ournal' [ʒ]
 
tsh - dzh
               wie 'tsch' in 'deu
tsch
' [tʃ] - wie 'dsch' in '
Dsch
ungel' [dʒ]
 
kv, k'v
                 etwa wie 'qu' in '
Qu
elle' oder wie 'kf'
```

```
 
p, t, k, ts, tsh
        sind stets behaucht (
aspiriert
) [p
h
, t
h
, k
h
, ts
h
, tʃ
h
]
 
p’, t’, k’, ts’, tsh’
   werden 
ejektiv
 gesprochen [p
?
, t
?
, k
?
, ts
?
, tʃ
?
]
 
q
                       das ejektive Gegenstück zu 
x
 [χ
?
]
```

Von einzelnen Lauten gibt es Varianten je nach den Lauten in ihrer unmittelbaren Umgebung, oder aber nach Sprecher/Region:
- Besonders in betonter offener oder absolut auslautender Silbe erscheinen e/o auch mit gespannter Aussprache: meore [meo.re] „zweiter“.
- Für q gibt es mehrere Aussprachevarianten: [χ'], [q'] oder [qχ'].
(Im Altgeorgischen unterschied man noch zwischen aspiriertem q` und ejektivem q´.)
- v wird vor stimmlosen Konsonanten wie unser [f] gesprochen.
Zwischen Vokal und Konsonant erscheint es manchmal als unsilbisches [u̯]: bavshvi [bau̯.ʃvi] ('bauschwi') „Kind“.
Zur Vereinfachung der Aussprache erscheint es auch mit dem Folgelaut getauscht: gakvt [gau̯kt] ('gaukt') „ihr habt“.

### Ejektive
Ejektive werden mit Stimmabsatz ausgesprochen, nach dem Konsonanten entsteht so etwas wie eine kurze Pause. Etwas Vergleichbares ist der deutsche Knacklaut zu Beginn einer Silbe mit Vokal:
```
 
p'a
    etwa wie in 'gi
b a
cht!'
 
t'a
    etwa wie in 'Hu
t a
b!'
 
k'a
    etwa wie in 'Schlu
cka
uf'
 
ts'a
   etwa wie in 'Boo
tsa
ntrieb'
 
tsh'a
  etwa wie in 'Deu
tscha
ufsatz'
 
qa
     etwa wie in 'ma
ch a
uf!'
```

### Konsonantencluster
Stehen mehrere Konsonanten direkt hintereinander, kann sich ihre Aussprache gegenüber der Artikulation eines alleine stehenden Konsonanten ändern.
- Allgemein gilt, dass alle Konsonanten (auch m, n, l, r) unsilbisch sind (also keinen Silbennukleus bilden können) - die Konsonanten werden einfach nacheinander artikuliert: gats'itldebi „du wirst erröten“ ist also viersilbig (ga-ts'itl-de-bi).
- Stimmhafte Plosive und 'v' werden vor stimmlosen Konsonanten selber stimmlos.

Werden einzelne Morpheme zusammengesetzt, können Laute ausfallen oder umgestellt werden:
- v fällt weg vor Labialen (m, b, p, p' ) und meist auch vor o und u: kartveli [kartvɛli] „Georgier“ → kartuli ena „georgische Sprache“.
- Plosiv/Frikativ + rv/lv/mv/nv führt zur Umstellung: rva „acht“ → tvramet'i [tframɛt'i] „achtzehn“; k'lavs „tötet“ <> k'vla [kfla] „Töten“.

## Deklination
- Das Georgische kennt weder einen bestimmten noch einen unbestimmten Artikel.
- Am Ende dieses Abschnitts finden sich einige Beispiele für die Informationen aus den Tabellen.

### Genus
Im Georgischen werden keine Genera unterschieden, nicht einmal bei Pronomen. Bei Substantiven kann das Geschlecht optional durch Komposition ausgedrückt werden:
```
 
ekimi k'atsi
 „Arzt (m.)“         [Arzt Mann]     / 
ekimi kali
   „Ärztin“            [Arzt Frau]
 
mamali bat'i
 „Gänserich“         [Hahn Gans]     / 
dedali bat'i
 „Gans“              [Henne Gans]
 
xvadi lomi
   „Löwe“              [Männchen Löwe] / 
dzu lomi
     „Löwin“             [Weibchen Löwe]
 
xariremi
     „Hirsch“            [Stierhirsch]   / 
puriremi
     „Hirschkuh“         [Kuhhirsch]
 
wazhishvili
  „Sohn, junger Mann“ [Sohnkind]      / 
kalishvili
   „Tochter, Fräulein“ [Fraukind]
```

### Kasus
- Das Georgische kennt sieben teilweise unterschiedlich bezeichnete Kasus, die durch Endungen (Suffixe) ausgedrückt werden.
- Die Endungen werden in substantivisch und attributiv unterteilt. Erstere werden bei Nomen in substantivischer Funktion verwendet. Die adjektivischen Endungen werden in attributiver Funktion bei Adjektiven, Zahlwörtern und dem Possessivpronomen der 3. Person verwendet; das Pluralsuffix -eb- wird bei attributiven Endungen nicht verwendet.
- Bei den meisten Kasus-Endungen weichen die Endungen voneinander ab, je nachdem, ob der Stamm des Substantivs auf einen Konsonanten oder einen Vokal endet, bzw. ob der Stamm auf -o/-u endet oder irgendeinen anderen Ausgang hat.
- Einige Kasusendungen können durch ein optionales 'a' erweitert werden. Dies geschieht unter anderem vor enklitischem -a „ist“ oder zum Wohlklang.
- Manchmal entfallen stammauslautende Vokale vor einer angehängten Endung.

| Kasusendungen1 | Kasusendungen1                                             | Kasusendungen1                       | Kasusendungen1       |
| Kasusbezeichnungen | Verwendung                                                 | Substantivische Endung2              | Adjektivische Endung |
| --- | ---------------------------------------------------------- | ------------------------------------ | -------------------- |
| Nominativ [NOM] Absolutiv | Subjekt der Präsens-Serie                                  | (-i)                                 | (-i)                 |
| Ergativ [ERG] Narrativ3 | Subjekt der Aorist-Serie                                   | Vokal + -m Kons. + -ma               | (-ma)                |
| Dativ [DAT] | Objekt Subjekt der Perfekt-Serie Zeitangaben               | -s(a)                                | -                    |
| Vokativ [VOK]2 | Direkte Anrede                                             | Vokal + -(w) Kons. + -o              | (-o)                 |
| |                                                            |                                      |                      |
| Adverbialis [ADV] | Adverbbildung4 Essiv: 'als' Translativ: zu (etwas werdend) | Vokal + - d(a) Kons. + -ad(a)        | -                    |
| Genitiv [GEN] | Nominales Attribut Subjekt/Objekt bei Verbalsubstantiven   | - s(a) nach -o oder -u -is(a) sonst1 | (-i)                 |
| Instrumental(is) [INS] | Mittel Zeitangaben                                         | - ti nach -o oder -u -it(a) sonst1   | (-i)                 |
| |                                                            |                                      |                      |
| 1 Vollständig eingeklammerte Endungen erscheinen nur, wenn der Stamm auf einen Konsonanten endet; endet der Stamm hingegen auf einen Vokal, wird in diesem Kasus gar nichts angehängt. 2 Ausgeklammertes 'a' ist optional. |                                                            |                                      |                      |

1 Endet der Wortstamm auf -a oder -e, entfallen diese!

2 Bei Eigennamen klingt der Vokativ unhöflich, weshalb man hier den Nominativ verwendet.

3Die Bezeichnung 'Narrativ' (mot'qrobiti) bezieht sich darauf, dass dieser Kasus normalerweise nur in der Aorist-Serie auftritt, mit welcher eine Erzählung vorangetrieben wird.

4Durch den Adverbialis werden auch Adjektive zu Adverbien abgeleitet (siehe den Abschnitt Adjektive).
- Als 'Kernkasus' werden Nominativ, Ergativ und Dativ bezeichnet. Je nachdem, welcher Verbklasse das prädikative Verb angehört und in welcher Screeve-Serie es konjugiert wird, erscheinen das Subjekt und eventuelle Objekte in unterschiedlichen Kasus; zwischen direktem und indirektem Objekt besteht kein Unterschied:

| Verbklasse Serie | Subjekt transitiv | Subjekt aktiv-intransitiv inaktiv-intransitv | Objekt    |
| ---------------- | ----------------- | -------------------------------------------- | --------- |
| Präsens-Serie    | Nominativ         | Nominativ                                    | Dativ     |
| Aorist-Serie     | Ergativ           | Ergativ Nominativ                            | Nominativ |
| Perfekt-Serie    | Dativ             | Dativ Nominativ                              | Nominativ |

- Siehe auch objektivische Konjugation.
- Das indirekte Objekt steht ebenfalls im Dativ, in der Perfektserie steht stattdessen aber Genitiv + -tvis („für“).

### Postpositionen
Im Georgischen werden Verhältniswörter nachgestellt (als Postpositionen), einige von ihnen verschmelzen mit dem vorausgehenden Substantiv zu einem Wort. Beispiele gibt es am Ende des Kapitels. Die Postpositionen stehen nach dem Substantiv und verlangen von diesem jeweils einen bestimmten Kasus, wobei die Kasusendung manchmal wegfällt oder verkürzt erscheint; voranstehende Adjektive erhalten nur die entsprechende Kasusendung.
| Verwendung                                                      | Suffix                                                      |
| --------------------------------------------------------------- | ----------------------------------------------------------- |
| Äqualis: „(ebenso, in der Art) wie, gleich“                     | verkürzter Nominativ/Dativ + -vit (also -(i/sa)vit)         |
| Allativ/Lokativ: „in, nach“                                     | verkürzter Dativ -shi (also -shi)                           |
| Ablativ I: „von/aus (einem Ort)“ „von…an, seit“                 | verkürzter Instrumental + -dan (also -(i)dan)               |
| Ablativ II: Material „aus, von“ Herkunft von einer Sache/Person | Genitiv + -gan                                              |
| Terminativ: „bis (zu)“                                          | verkürzter Adverbialis + -mdis/-mde (also -(a)mdis/-(a)mde) |
| Benefaktiv „für“                                                | Genitiv + -tvis (also -(i)stvis)                            |
| Komitativ: „(zusammen) mit“ in Begleitung von                   | Dativ + -tan ertad                                          |
| „in Richtung, -wärts“                                           | Genitiv + -k'en                                             |
| „vor“ (zeitlich/örtlich); vorne, vorwärts                       | Genitiv + -ts'in                                            |
| „auf, an“ Komparativ: „als“                                     | Dativ + -ze                                                 |
| „bei/an/nahe/zu/neben“                                          | Dativ + -tan                                                |

| Verwendung                          | Postposition           |
| ----------------------------------- | ---------------------- |
| Abessiv: „ohne“                     | Genitiv + gareshe      |
| Thema: „über, betreffs“             | Genitiv + shesaxeb     |
| „nach; nachher, dann, später“       | Genitiv + shemdeg      |
| „wegen, infolge“                    | Genitiv + gamo         |
| „außer, nebst, ausgenommen“         | Genitiv + garda        |
| „während“                           | Genitiv + dros         |
| „durch“                             | Genitiv + mier         |
| „anstatt“                           | Genitiv + magivrad     |
| „trotz“                             | Genitiv + miuxedavad   |
| „hinter; hinten, zurück, rückwärts“ | Genitiv/Dativ + uk'an  |
| „zwischen“                          | Dativ/Genitiv + shua   |
| „zwischen, inmitten“                | Dativ/Genitiv + shoris |

### Plural
- Im Plural wird zwischen Substantivstamm und Kasusendung das Suffix -eb- eingeschoben, wobei eventuelles -a im Auslaut eines Nomens entfällt.
- Das Pluralsuffix steht nicht vor einer attributiven Kasusendung und auch nicht bei Substantiven, denen ein Zahlwort vorausgeht.
- Selten trifft man auf den altgeorgischen Plural (anstelle von -eb-), der für alle Kasus besondere Formen hat:

```
-n-i
  im Nominativ Plural

-n-o
  im Vokativ   Plural

-t(a)
 in allen anderen Kasus des Plurals
```

### Adjektive

#### Flexion
- Adjektive werden je nach ihrer Funktion mit den substantivischen oder attributiven Kasusendungen dekliniert.
- Durch die substantivische Adverbialis-Endung -(a)d werden aus Adjektiven Adverbien gebildet: kartuli „georgisch“ → kartulad „auf Georgisch“, k'argi „gut“ → k'argad; unregelmäßig sind zum Beispiel: neli „langsam“ → nela, maghali „hoch“ → maghla.

#### Steigerung und Vergleiche
- Der Komparativ wird durch die Partikel upro gebildet: lamazi „schön“ → upro lamazi „schöner“ bzw. upro lamazad (Adverb); unregelmäßig sind zum Beispiel: uk'etesi / umdzhobesi „besser“ und met'i „mehr“.
- Der Superlativ wird durch das Zirkumfix u- -es- gebildet: lamazi „schön“ → ulamazesi „schönste(r)“ bzw. ulamazesad (Adverb) „am schönsten“; unregelmäßig sind zum Beispiel: sauk'eteso „beste(r)“ und umet'esi „der/die/das meiste“.
- Gleichheit wird durch das Suffix -ve bei einigen Pronomen ausgedrückt:

```
 
iseti
   „solch“       →   
isetive
  „ein ebensolcher“
 
igi
     „jener“       →   
igive
    „derselbe, der gleiche“
 
imdeni
  „soviel(e)“   →   
imdenive
 „ebenso viel(e)“
 
ise
     „so“ (Adverb) →   
iseve
    „genauso“
```

```
 Zum Beispiel:    
ak   isetive   k'limat'i-a   rogor-ts   tshven-tan

                 
(hier ebensolch Klima    -ist wie-  auch uns   -bei)

                 „hier herrscht das gleiche Klima wie bei uns“
```

- Im Komparativ wird mit vidre „als“ oder der Postposition -ze (mit Dativ) verglichen; bei letzterer Möglichkeit kann die Partikel upro entfallen. Die Verbform „ist“ wird, zu -a verkürzt, an das Adjektiv angehängt:

```
p'etre  upro  maghali
a
   
vidre
 p'avle
            „Peter ist größer als Paul“

Peter   mehr  hoch . ist als    Paul

p'etre (upro) maghali
a
       p'avle
ze
          „Peter ist größer als Paul“

Peter  (mehr) hoch . ist     Paul.auf
```

#### Abtönungen
- Verstärkt werden kann ein Adjektiv durch dzalian/dzlier „sehr“, metad/priad „äußerst“, uaghresad „höchst“.
- Der Superlativ kann durch qvelaze ('als alle') erweitert werden: qvelasze upro lamazi „der allerschönste“.
- Einige Adjektive, besonders Farbwörter, können durch das Zirkumfix mo- -o abgeschwächt werden: lurdzhi „blau“ → molurdzho „bläulich“.

### Pronomen
(Negativpronomen siehe im Abschnitt Verneinung.)

#### Personal- und Demonstrativpronomen
- Im Georgischen benutzt man die 2. Person Plural (tkven 'ihr') als Höflichkeitsform zur Anrede einer einzelnen Person sowie auch unterschiedslos zur Anrede mehrerer Personen (für deutsches 'ihr' und 'Sie' werden also dasselbe Pronomen und jeweils dieselbe Verbform benutzt).
- Genera werden auch hier nicht unterschieden.
- Personalpronomen haben kein Pluralinfix, jedoch teilweise besondere Formen:

```
 1./2. Person        ich          du           wir           ihr
 
NOM = ERG = DAT
 
    me           shen         tshven        tkven

 VOK 
                             she …!*                    tkve …!*

 ADV 
                tshem-ad     shen-ad      tshven-ad     tkven-ad

 GEN 
                
tshem-(s)    shen-(s)     tshven-(s)    tkven-(s)

 INS 
                tshem-it     shen-it      tshven-it     tkven-it
```

(* wird vor einem Substantiv im Vokativ verwendet.)
```
 3. Person           er/sie/es                   sie
 NOM             
    
is
 (1)
                      
isini

 ERG            
     
(i)man
                      
(i)mat

 DAT              
   (i)ma-s                     
(i)mat

 ADV                
 (i)m-ad                     
(i)mat

 GEN             
    (i)m-is                     
(i)mat

 INS               
  (i)m-it                     
(i)mat
```

1 Eigentlich ein Demonstrativpronomen. Selten findet man auch igi. Siehe auch den Abschnitt Entfernung zum Sprecher.

- Das optionale i- fügt eine direktionale Bedeutung bei, etwa mas „ihm“ → imas „jenem“.

#### Possessivpronomen
- Werden die Possessivpronomen attributiv verwendet, wird das Pluralsuffix -eb- nicht verwendet.
- Die Formen der 1. und 2. Person haben teilweise unregelmäßige Endungen:

```
 Possessivpr. 1./2.    mein         dein       unser         euer
 NOM                
   tshem-i      shen-i     tshven-i      tkven-i

 ERG                
   tshem-ma     shen-ma    tshven-ma     tkven-ma

 DAT                  
 tshem-s      shen-s     tshven-s      tkven-s

 VOK               
    tshem-o                 tshven-o

 ADV   
-s
            
  
tshem-s      shen-is    tshven-s      tkven-s

 GEN   
-i
          
    
tshem-i      shen-i     tshven-i      tkven-i

 INS   
-(i)s
        
   
tshem-is     shen-is    tshven-s      tkven-s
```

```
 Possessivpr. 3.      sein/ihr          ihr
 NOM=GEN=INS      
    mis-i             mat-i

 ERG               
   mis-ma            mat-ma

 DAT=ADV            
  mis               mat
```

- In substantivischer Verwendung kann auch das Pluralsuffix hinzutreten: tshemebi „die Meinigen“.
- In einigen feststehenden Bezeichnungen werden die Possessivpronomen noch als Suffixe verwendet: dedatshemi, dedasheni, dedamisi „meine Mutter, deine Mutter, seine/ihre Mutter“ usw.

#### Interrogativpronomen
```
         NOM        GEN            DAT            INS
 wer:    
win
 „wer“  
wisi
 „wessen“  
wis
 „wem/wen“
 was: 
   ra 
 „was“ 
 risi
 „wewsen“  
ras
            
rit
 „womit?“
```

```
 
romeli?
                 „welcher…?“
 
rogori?
                 „was für (ein)…?“
 
ramdeni?
                „wie viel?“
 
sad? - saidan? - sait?
  „wo? - woher? - wohin?“
 
ratom? - ristvis?
       „warum? - wofür?“
 
rodis? - sanamdis?
      „wann? - bis wann?“
```

#### Entfernung zum Sprecher
Bei den Pronomen der 3. Person und einigen anderen ebenso wird zwar nicht das Geschlecht unterschieden, dafür aber genau die Entfernung zum Sprecher:
```
 
            Beim Sprecher       Beim Angesprochenen          Weiter weg

 er/sie/es:  
es                  eg                           is

            „dies hier“         „das da“                     „jenes dort“
 soviel:    
amdeni              magdeni                      imdeni

            „soviel (hier)“     „soviel (da)“                „soviel (dort)“
 Herkunft:   
akauri              mandauri, makauri            ikauri

            „hiesig“            „dortig“                     „dortig“
            „von hier stammend“ „von da stammend“            „von dort stammend“
```

```
 so:        
ase, agre           egre, magre                  ise

            „auf diese Art“     „auf die Art“                „auf jene Art“
 Ort:        
ak                  mand                         ik

            „hier(her)“         „da(hin)“                    „dort (drüben) (hin)“
```

### Beispiele

#### Kasus und Plural
```
 
k'ats-i
      „(der) Mann“     →  
k'ats-eb-i
       „(die) Männer“      (Nominativ)
 
megobar-i
    „(der) Freund“   →  
mego
br
-eb-i
      „(die) Freunde“     (Nominativ)
 
bavshv-ma
    „(das) Kind“     →  
bavshv-eb-ma
     „(die) Kinder“      (Ergativ)
 
xe-s
         „(dem) Baum“     →  
xe-eb-s
          „(den) Bäumen“      (Dativ)
 
deda-(w)
     „Mutter!“        →  
ded_-eb-o
        „(ihr) Mütter!“     (Vokativ)
 
t'aksist'a-d
 „als Taxifahrer“ →  
t'aksist'_-eb-ad
 „als Taxifahrer, zu  Taxifahrern“ (Adverbialis)
 
gogo-s
       „des Mädchens“   →  
gogo-eb-is
       „(der) Mädchen“     (Genitiv)
 
mankan_-it
   „mit dem Auto“   →  
mankan_-eb-it
    „mit den Autos“     (Instrumental)
```

#### Postpositionen
```
 
megobr-eb-is-tvis
         „für (die) Freunde“
 
deda-s-tan ertad
          „mit (meiner) Mutter“
 
mshobl-eb-is gareshe
      „ohne (meine) Eltern“
 
bavshv-i-vit
              „wie ein Kind“
 
bavshv-eb-sa-vit
          „wie Kinder“
 
Sakartvelo--shi
           „in/nach Georgien“
 
tbilis--shi
               „in/nach Tiflis“
 
bagh--shi
                 „im Garten“
 
dabal sk'am--ze
           „auf einem niedrigen Stuhl“
 
tix-isa-gan
               „aus Ton/Lehm“
 
sauzm-is shemdeg
          „nach dem Frühstück“
 
xval-a-mde = xval-a-mdis
  „bis morgen“
 
dil-i-dan saghamo--mde
    „vom Morgen bis zum Abend“
 
ert k'vira--shi
           „in einer Woche“
 
romel saat--ze
            „um wie viel Uhr?“
 
erti tv-ists'in
           „vor einem Monat“
 
shen-s gamo
               „deinetwegen“
 
tshem-tvis
                „für mich“
```

#### Pronomen
```
 Interrogativpronomen:       
sadaa…?
              „wo ist…?“
                             
ra aris es = raa es?
 „was ist das?“
                             
sad tsxovrobt tkven?
  „wo wohnen Sie?“
                             
sad mivdivart?
       „wohin gehen wir?“ (wörtlich: 'wo…')
                             
ra gkvia (shen)?
     „wie heißt du?“
```

#### Sonstiges
```
 Attributive Deklination:    
pat'ara saxli
        „ein kleines Haus“       [NOM Sg]
                             
pat'ara saxlebi
      „kleine Häuser“          [NOM Pl]
                             
pat'ara saxlebs
      „den kleinen Häusern“    [DAT Pl] usw.
 Kein Plural nach Quantoren: 
erti bavshvi
         „
ein
 Kind“               [NOM Pl]
                             
ori  bavshvi
         „zwei Kinder“ (wörtlich: 'zwei Kind')
```

## Konjugation
Die Verbalflexion kaukasischer Sprachen ist besonders ausgeprägt und bereitet die größten Schwierigkeiten, nicht zuletzt aufgrund zahlreicher Unregelmäßigkeiten und überlappender Formen. Die folgende Darstellung kann das Thema daher nicht einmal annähernd erschöpfen und muss auf eine Vielzahl an Fachausdrücken zurückgreifen.

### Verbklassen
- Das Georgische kennt folgende Verbklassen:

1. Klasse 1: Transitiva. Diese Verben haben in der Regel Subjekt und Objekt (z. B. 'essen, empfangen'). Auch Kausative gehören in diese Klasse ('jemanden etwas tun lassen', 'taub machen').
2. Klasse 2: Intransitiva. Diese Verben haben kein direktes Objekt. Die meisten von ihnen haben ein Subjekt, das die Handlung nicht aktiv ausführt (z. B. 'sterben', 'geschehen'). Auch Verben im Passiv gehören in diese Klasse (z. B. 'gegessen werden'), ebenso wie Ableitungen von Adjektiven (z. B. 'taub werden').
3. Klasse 3: Mediale Verben. Verben dieser Klasse sind gewöhnlich intransitiv (z. B. 'schreien'); ihr Subjekt steht im Ergativ. Die meisten drücken Bewegungen oder Wettervorgänge aus (z. B. 'schwimmen', 'rollen', 'regnen', 'schneien'). Aber auch einige Verben mit direktem Objekt (z. B. 'lernen', 'studieren') gehören in diese Klasse.
Einige Verben aus dieser Klasse werden wie Verben aus Klasse 1 konjugiert (z. B. 'niesen, husten').
4. Klasse 4: Indirekte Verben. Verben mit emotionaler Bedeutung gehören in diese Klasse. Außerdem finden sich hier Verben wie: wollen, können; schlafen; glauben.

- Stative Verben. Sie bilden keine eigene Klasse. Diese Verben drücken einen Zustand aus (z. B. 'das Bild hängt an der Wand') und werden ähnlich wie intransitive Verben konjugiert.
- Unregelmäßige Verben. Die meisten dieser Verben werden ähnlich wie Verben der Klasse 2 konjugiert. Zu den unregelmäßigen Verben gehören: sein, gehen/kommen, sagen, erzählen, geben. Die wichtigsten Formen sind in den Verbtabellen zu finden.
- Bei vom Deutschen aus 'objektivisch' konjugierten Verben erscheint das Subjekt aus dem deutschen Satz als Objekt:
  - Die 3. Person ersetzt dabei einen eventuellen Versionamarkierer -i- durch -u-
  - In der 2. und 3. Person Plural steht der Plural-Markierer -t
  - Das Präfix h- für die 3. Person kommt nur selten vor und kann weggelassen werden

```
 
me
    [DAT] 
m
aqvs
     „ich habe“  ('mir   gehört')
 
shen
  [DAT] 
g
aqvs
     „du  hast“  ('dir   gehört')
 
mas
   [DAT] 
h
aqvs
     „er  hat“   ('ihm   gehört')
 
tshven
[DAT] 
gv
aqvs
    „wir haben“ ('uns   gehört')
 
tkven
 [DAT] 
g
aqvt
     „ihr habt“  ('euch  gehört')
 
mat
   [DAT] 
h
aqvt
     „sie haben“ ('ihnen gehört')
```

```
 
me     she
m
idzlia
      „ich kann“   ('mir   ist möglich')
 
shen   she
g
idzlia
      „du  kannst“ ('dir   ist möglich')
 
mas    she_
u
dzlia
      „er  kann“   ('ihm   ist möglich')
 
tshven she
gv
idzlia
     „wir können“ ('uns   ist möglich')
 
tkven  she
g
idzliat
     „ihr könnt“  ('euch  ist möglich')
 
mat    she_
u
dzliat
     „sie können“ ('ihnen ist möglich')
```

```
 Bei einigen Verben werden hierbei Subjekt und Objekt ausgedrückt:
 
me   mo
m
ts'on
s
          „ich mag   ihn/sie/es“  ('mir gefällt')
 
shen mo
g
ts'on
s
          „du  magst ihn/sie/es“  ('dir gefällt')
```

```
 
me ar mo
m
ts'on
s
  is
     „ich mag jenes nicht“   ('mir gefällt  jenes nicht')
 
me ar mo
m
ts'on
an
 isini
  „ich mag jene nicht“    ('mir gefallen jene  nicht')
```

```
 
mo
m
ts'on
xar
          „du  gefällst mir“      (
xar
 „du  bist“)
 
mo
g
ts'on
var
          „ich gefalle  dir“      (
var
 „ich bin“)
 → Reflexivität kann so nicht ausgedrückt werden (ungrammatisch sind: 
*momts'onvar, *mogts'onxar
 usw.).
```

### Screeves
Im Georgischen ist es weniger sinnvoll, die Verbformen in Zeiten, Aspekte und Modi zu unterteilen. Stattdessen unterscheidet man 11 sogenannte 'Screeves' (anglisiert aus georgisch mtskrivi). Diese stellen jeweils eine eigene Kombination aus Zeitform, Aspekt und Modus dar, welche wiederum in Serien eingeteilt werden können:
```
                      
Indikativ
       Vergangenheit         Subjunktive
 Präsens-Serie        
Präsens
         
Imperfekt
             Subjunktiv Präsens
 Futur-Serie          
Futur
 [FUT]     Konditional           Subjunktiv Futur
 Aorist-Serie                         
Aorist
 [AOR]          Optativ [OPT]
 Perfekt-Serie        Perfekt (1)     
Plusquamperfekt
 [PQP] Subjunktiv Perfekt
```

1Auch "Evidentialis" genannt.
- Verwendung der Präsens-Serie: Das Präsens drückt aus, was während des Sprechens ('er liest gerade Zeitung') oder wiederholt ('er liest jeden Morgen seine Zeitung') geschieht. Das Imperfekt steht für nicht-abgeschlossene ('er war gerade am Zeitunglesen') oder wiederholte ('er pflegte, jeden Morgen Zeitung zu lesen') Ereignisse in der Vergangenheit. Der Subjunktiv wird, meist in Relativsätzen, für unwahrscheinliche Ereignisse in der Gegenwart verwendet.
- Verwendung der Futur-Serie: Das Futur drückt aus, was in der Zukunft geschehen wird ('er wird Zeitung lesen'). Das Konditional steht in Bedingungssätzen ('er würde lesen' oder 'er hätte gelesen'). Der Subjunktiv Futur wird, meist in abhängigen Sätzen, für unwahrscheinliche Ereignisse in der Zukunft verwendet.
- Verwendung der Aorist-Serie:

```
 Der Aorist drückt zweierlei aus:
```

```
 1) Zum einen in der Vergangenheit abgeschlossene Ereignisse:
   'Er las die Zeitung' oder 'als er gerade Zeitung las [Imperfekt], klingelte das Telefon [Aorist].'
```

```
 2) Zum anderen wird er als 
Imperativ
 der 2. Person (ohne Personalpronomen) verwendet:
   'Lies die Zeitung!' bzw. 'lest die Zeitung!'.
   
(shen)  gaak'ete
   „du hast gemacht“    →   
gaak'ete!
    „mach!“
   
(tkven) gaak'etet
  „ihr habt gemacht“   →   
gaak'etet!
   „macht!“
```

```
 Auch der Optativ hat mehrere Funktionen:
```

```
 Vereinter Imperativ:        'lies nicht!'
 'müssen':                   'du musst lesen' (wörtlich: es-will, dass du lesest)
 Hypothetische Bedingungen:  'wenn er läse [Optativ], würde… geschehen [Konditional]'
 Adhortativ:                 'lasst uns lesen!'
```

- Verwendung der Perfekt-Serie: Das Perfekt steht für vergangene Ereignisse, die der Sprecher nicht erlebt hat. Das Plusquamperfekt drückt Vorzeitigkeit aus ('er hatte die Zeitung gelesen'). Der Subjunktiv Perfekt steht meistens für Wünsche ('möge er lesen!').

### Zusammensetzung
Eine Verb-Wurzel wird durch eine Vielzahl von Affixen und Kombinationen aus solchen erweitert. Die Affixe können in verschiedene Gruppen unterteilt werden, die jeweils an einer festen Position stehen (von denen die meisten normalerweise leer sind):
```
-3 Präverb
-2 Personalpräfixe
-1 Versionsmarkierer
 0 [Wurzel]
 1 Passivmarker
 2 Thema-Suffix
 3 Kausativ-Markierer
 4 Imperfekt-Markierer
 5 Personalsuffixe
 6 [Hilfsverb]
 7 Der Plural-Markierer
```

- Die Funktion der einzelnen Affix-Gruppen wird im Folgenden beschrieben. Aus allen Erweiterungen der Verbwurzel entsteht ein Wort, das als Prädikat oder Verbalsubstantiv verwendet wird. Unregelmäßigkeiten entstehen zum Beispiel, indem bei einigen Verben für verschiedene Screeves unterschiedliche Wurzeln verwendet werden (s. die Konjugationstabellen für Unregelmäßige Verben).
- Die Person des Verbs (1./2./3. Person Singular und Plural) wird durch eine Kombination aus Präfixen und Suffixen ausgedrückt, sowohl für das Subjekt als auch für ein Objekt. Die Personalpronomen werden dabei häufig weggelassen. Die Personalaffixe stehen an den Positionen -2, 5 und 7.

#### Präverben (-3)
- Präverben sind verschiedene ein- oder selten auch zweisilbige Affixe, die teilweise keine konkrete Bedeutung haben, und dann allgemein in den präsentischen Screeves fehlen (Beispiele 1–3) oder durch andere ersetzt werden (Beispiel 4); bei Verben, die ohne inhärentes Präverb konjugiert werden, tritt normalerweise im Futur und Aorist (je nach Verb) da- bzw. ga- hinzu (Beispiel 5):

```
 1 Infinitiv: 
da
sveneba
       „ruhen“
   Aorist:    
da
isveneb
       „du ruhtest“
   Präsens:   
  isveneb
       „du ruhst“
```

```
 2 Infinitiv: 
da
-xmareba
      „helfen“
   Aorist:    
da
exmareb
       „du halfst“
   Präsens:   
  exmareb
       „du hilfst“
```

```
 3 Infinitiv: 
ga
geba
          „erfahren/verstehen/begreifen“
              
mo
geba
          „gewinnen“
   Futur:     
ga
vigeb
         „ich werde erfahren/verstehen/begreifen“
              
mo
vigeb
         „ich werde gewinnen“
   Präsens:   
  vigeb
         „ich erfahre/verstehe/begreife“ oder „ich gewinne“
```

```
 4 Infinitiv: 
da
tsh'era
       „halten“
   Präsens:   
g_
itsh'irav
     „du hältst“
   Aorist:    
g_
itsh'irav
     „du hieltst“
```

```
 5 Infinitiv: 
k'eteba
         „tun“
   Präsens:   
ak'eteb
         „du tust“
   Futur:     
ga
ak'eteb
       „du wirst tun“
   Aorist:    
ga
ak'ete
        „du tatest“
```

- Teilweise haben sie aber auch konkrete Funktion wie Richtungsmarkierung, hier am Beispiel des Verbs svla ~ „gehen, fahren, steigen, kommen…“ (z. B. mse amodis - mse tshadis „die Sonne geht auf - die Sonne geht unter“):

| zum Sprecher hin                                               | vom Sprecher weg                           |
| mo-svla „herkommen“                                            | mi-svla „hingehen; hinfahren“              |
| a-mo-svla „heraufkommen; heraufsteigen“                        | a-svla „hinaufgehen; hinaufsteigen“        |
| ga-mo-svla „herauskommen“                                      | ga-svla „hinausgehen; abfahren“            |
| gad-mo-svla „herüberkommen; hierher umziehen“                  | gada-svla „hinübergehen; dorthin umziehen“ |
| she-mo-svla „hereinkommen“                                     | she-svla „hineingehen“                     |
| tsha-mo-svla „herunterkommen; hierher anreisen; hier ankommen“ | tsha-svla „hinabsteigen; dort ankommen“    |
| ts'a-mo-svla „wegfahren und hierher kommen; mitkommen“         | ts'a-svla „weggehen und dorthin kommen“    |

#### Personalpräfixe (-2)
- Die 1. Person als Subjekt ('ich, wir') wird durch das Präfix v- ausgedrückt:

```
 
  ts'er
      „du schreibst“
 
v-ts'er
      „ich schreibe“
 
v-ts'er-t
    „wir schreiben“
```

- Die 1. und 2. Person als Objekt wird ebenfalls durch Präfixe ausgedrückt (m- „mir“, gv- „uns“, g- „dir“, g- + Plural-Markierer „euch“), welche gegebenenfalls das eben erwähnte v-Präfix tilgen.
  - gv- nimmt niemals -t!

```
 
   ts'er
     „du schreibst“
 
 m-ts'er
     „du schreibst mir“ (mit Objekt 'mir')
 
gv-ts'er
     „du schreibst uns“ (mit Objekt 'uns')
```

```
 
v-ts'er
      „ich schreibe“
 
g-ts'er
      „ich schreibe dir“  (mit Objekt 'dir')
```

```
 
  ts'er-t
    „ihr schreibt“
 
v-ts'er-t
    „wir schreiben“
 
g-ts'er-t
    ohne Personalpronomen mehrdeutig! 
Siehe dazu '
Das Plural-Suffix
'.
```

- Die 3. Person als Objekt hat meist kein Präfix (im Plural steht dann nur der Plural-Marker -t):

```
 
(me) v-xat'av
 „ich male (ihn/sie/es)“
```

- Selten ist das Präfix h-, das zum Beispiel bei objektivisch konjugierten Verben auftreten kann:

```
 
 m -konda
    „ich    besaß“   (zu verstehen als: 'mir     gehörte')
 
(h)-konda
    „er/sie besaß“   (zu verstehen als: 'ihm/ihr gehörte')
 
(h)-kondat
   „sie    besaßen“ (zu verstehen als: 'ihnen   gehörte')
```

- Das Präfix u- tritt bei einigen Verben anstelle eines anderen Vokals auf:

```
 
m-inda
       „ich    will“
 
g-inda
       „du     willst“
 
  unda
       „er/sie will“
 
  undat
      „sie    wollen“
```

#### Versions-Markierer (-1)
- Der Versionsmarkierer ist einer der Vokale a, e, i, u. Er ist, wie das Präverb, teilweise ohne konkrete bzw. vorhersagbare Bedeutung, hat andererseits aber auch folgende Funktionen:

1. Subjektivisch:     v[i]ts'er „ich schreibe es [für mich selbst], ich schreibe es ab“
2. Objektivisch:      v[u]ts'er „ich schreibe es [für jemanden/ihn/sie]“
3. Lokativisch:        v[a]ts'er „ich schreibe es [auf etwas]“

Weiterhin wird er zur Bildung von Passiv und Kausativ hinzugezogen.
- Bei einigen Verben tritt in finiten Formen inhärent ein Versionsmarkierer hinzu:

```
 
k'eteba
   „tun“     →    
a
k'eteb
    „du tust“
 
sheneba
   „bauen“   →    
a
asheneb
   „du baust“
```

- Mehrere objektivisch konjugierte Verben haben in der 1. und 2. Person inhärent den Versions-Markierer i-, in der 3. Person u-:

```
 1./2. Person
 Präsens: 
minda, ginda, gvinda, gindat
         „ich will,   du willst,   wir wollen,  ihr wollt“
 Aorist:  
mominda, moginda, mogvinda, mogindat
 „ich wollte, du wolltest, wir wollten, ihr wolltet“
```

```
 3. Person
 Präsens: 
u
nda, 
u
ndat
                          „er/sie will,   sie wollen“
 Aorist:  
mo
u
nda, mo
u
ndat
                      „er/sie wollte, sie wollten“
```

#### Die Verbwurzel (0)
- Die Wurzel ist bis zu 15 Phoneme lang, manchmal besteht sie nur aus einem einzigen Konsonant, ist also teilweise inmitten der ganzen Affixe schwer zu finden.
- Wort-Bildung geschieht durch Präverben (-3), Versions-Markierer (-1) und/oder Thema-Suffixe (2). Beispiele für die Wurzel gh- „öffnen; empfangen, nehmen; photographieren“:

```
 
mi
v
i
gh
e
 ts'erili
     „ich habe den Brief empfangen“
 
gaa
gh
eb k'ars
        „du wirst die Türe öffnen“
```

#### Der Passiv-Markierer (1)
Der Passiv-Markierer -d- wird an transitive Verbwurzeln angehängt. Eine weitere Möglichkeit, dass Passiv zu bilden, ist durch den Versions-Markierer i- gegeben, dessen reflexive Bedeutung hierbei passivisch zu verstehen ist.
```
 
     ts'iteli
      „rot“
 
ga-a-ts'it l  -e
   „du brachtest ihn zum Erröten“ (zu verstehen als: 'er wurde zum Erröten gebracht')
 
ga  -ts'it l-
d
-i
   „er errötete“
```

```
 Ein Verb der Klasse 2:
```

```
 
da-v-  bad-
eb
      „ich werde ihn/sie gebären“
 
da-v-i-bad-
eb
-i
1
   „ich werde geboren werden“ (zu verstehen als: 'ich werde mich hervorbringen')
```

```
               (
1
das Personalsuffix 
-i
 ist obligatorisch für intransitive Verben)
```

#### Das Thema-Suffix (2)
- Die georgischen Verben werden durch bestimmte Suffixe (-av-,-am-,-eb-,-ob-,-- u. a.) in 8 Klassen eingeteilt.
- Die Thema-Suffixe (auch bekannt als 'Präsens/Futur-Stamm Formanten') können nur verwendet werden, wenn der Passiv-Markierer fehlt - und zwar in den Screeves des Präsens und des Futurs, nur selten in denen des Perfekts:

```
 
xat-
        „mal-“
 
xat-
_v
-a
    „malen“
 
xat-
av
      „du malst“  (Wechsel von 
-v-
 zu 
-av
)
 
xat-
av
s
     „er malt“
 …
```

```
 
  shen-
     „bau-“
 
  shen-
eb
-a
 „bauen“
 
a-shen-
eb
   „du baust“
 
a-shen-
eb
s
  „er/sie baut“
 …
```

```
 
ts'er
       „schreib-“
 
ts'era
      „schreiben“
 
ts'er
       „du schreibst“
 
ts'ers
      „er schreibt“
 …
```

- Das Thema-Suffix kann bei gewissen Verben nur im Infinitiv auftreten, oder sich in einigen Screeves ändern:

```
 
mots'on-
eb
a
    „gefallen“
 
momts'on-s
     „mir gefällt“
```

```
 
 nadir
ob
a
      „jagen“
 
inadir
eb
 [AOR] „du jagtest“
```

#### Der Kausativ-Markierer (3)
(Der Kausativ wird im Deutschen durch „lassen, veranlassen, bringen zu“ usw. ausgedrückt.) Der Kausativ steht meist zusammen mit dem Versions-Markierer a-. Ein transitives Verb wird durch -in-eb- oder -ev- ditransiviert (in dem folgenden Beispiel mit Tilgung des Wurzelvokals):
```
 
  tsh'am
       „du isst“
 
a-tsh'_m-
ev
    „du lässt (ihn/sie) essen, du bringst ihn/sie zum Essen“
```

#### Der Imperfekt-Markierer (4)
Der Imperfekt-Markierer wird durch das Suffix -d- (für Verben der Klasse 1) bzw. -od- (für Verben der Klasse 2) gebildet und wird für folgende Formen verwendet: Imperfekt, Subjunktiv Präsens und Futur, Konditional:
```
 
vasheneb
      „ich baue“
 
vasheneb-
d
-i
  „ich war am Bauen“
```

#### Personalsuffixe (5)
Bei den Personalsuffixen gibt es jeweils mehrere Morpheme mit derselben Funktion:
| Person             | Endung | Regelmäßige Verwendung                                     |
| ------------------ | ------ | ---------------------------------------------------------- |
| 1./2. Person       | -      | Präsens oder Futur                                         |
| 1./2. Person       | -i     | Imperfekt Aorist bei Präsensstamm -am und optional bei -av |
| 1./2. Person       | -e     | Imperfekt Aorist bei allen anderen Verben                  |
| 3. Person Singular | -s1    | Präsens oder Futur                                         |
| 3. Person Singular | -a     | Imperfekt oder Aorist                                      |
| 3. Person Singular | -o     | Selten, im Aorist                                          |
| 3. Person Plural2  | -en    | Präsens oder Futur                                         |
| 3. Person Plural2  | -nen   | Imperfekt oder Aorist                                      |
| 3. Person Plural2  | -es    | Selten, im Aorist                                          |
| 3. Person Plural2  | -(i)an | Selten, im Präsens oder Futur                              |

1 Wird vom Plural-Markierer -t restlos ersetzt, sofern einer vorkommt.

2 Tilgen den Plural-Markierer -t restlos.

- Im Subjunktiv und Optativ ist das Personalsuffix für alle Personen -e/o, seltener -a.

#### Das Hilfsverb (6)
- Die, teilweise verkürzten, Präsens-Formen des Verbs qopna „sein“ werden bei einigen objektivisch konjugierten Verben im Präsens verwendet (3. Person Singular -s, 3. Person Plural -ian):

```
g-iqvar-
var
      „du  liebst mich“*

m-iqvar-
xar
      „ich liebe  dich“

m-iqvar-
s
 
       „ich liebe  ihn/sie“

m-iqvar-
xart
     „ich liebe  euch“

m-iqvar-
an
       „ich liebe  sie (Pl.)“
```

```
mi-v-di-
var
      „ich    gehe  hin“

mi- -di-
xar
      „du     gehst hin“

mi- -di-
s
   
     „er/sie geht  hin“

mi-v-di-
vart
     „wir    gehen hin“

mi- -di-
xart
     „ihr    geht  hin“

mi- -di-
an
       „sie    gehen hin“
```

```
* Etwa zu verstehen als: 
ich (Subjekt) bin dir (Objekt) lieb
```

- Außerdem stehen sie in den Formen des Perfekts bei Verben der 2. Klasse  (3. Person Singular -a;  die Formen des Aorists für den Subjunktiv Perfekt):

```
mo-v-mkvdar-
var
  „ich    bin  gestorben“

mo- -mkvdar-
xar
  „du     bist gestorben“

mo- -mkvdar-
a
    „er/sie ist  gestorben“

mo-v-mkvdar-
vart
 „wir    sind gestorben“

mo- -mkvdar-
xart
 „ihr    seid gestorben“

mo- -mkvdar-
an
   „sie    sind gestorben“
```

#### Der Plural-Markierer (7)
- Das Plural-Suffix -t steht zusammen mit Personalaffixen, sowohl für diejenigen des Subjekts als auch für diejenigen des Objekts. Beim Subjekt aber nur für die 1. und 2. Person Plural, denn die 3. Person Plural hat ein besonderes Suffix, das den Plural-Markierer einfach ersetzt; beim Objekt nur für die 2. und 3. Person Plural, da die 1. Person Plural durch das Präfix gv- eindeutig markiert ist und das -t nicht nötig hat.
- Es kann nur ein Plural-Suffix an ein Verb treten.

```
 1. Person Subjekt: 
v-ts'er 
    „ich schreibe“    →  
 v-ts'er-
t
 
   „
wir
 schreiben“
 2. Person Subjekt:  
 ts'er  
   „du  schreibst“   → 
    ts'er-
t
 
   „
ihr
 schreibt“
(3. Person Subjekt:  
 ts'er-s 
  „er  schreibt“    →   
  ts'er-en  
 „sie schreiben“)
```

```
(1. Person Objekt: 
 shemidzlia 
 „ich kann“        →  
 shegvidzlia 
  „wir können“)
(2. Person Objekt: 
 shegidzlia 
 „du kannst“       →  
 shegidzlia-
t
  
„
ihr
 könnt“)
(3. Person Objekt:  
sheudzlia 
  „er kann“         →  
 sheudzlia-
t
 
  „
sie
 können“)
```

- Das Plural-Suffix tilgt die Personalendung -s der 3. Person Singular, wird aber selber von der Endung der 3. Person Plural getilgt:

```
 g-ts'er-s  
   „er schreibt dir“     (
g- 
     = dir,  
-s
 = er/sie/es)

 g-ts'er-t  
   „er schreibt euch“    (
g- + -t
 = euch, 
-s
 wird von  
-t
 getilgt)

 g-ts'er-en
    „sie schreiben euch“  (
g- + -t
 = euch, 
-t 
wird von
 -en
 getilgt)
```

- Dies alles zusammengenommen bewirkt eine Reihe von Überlappungen, wodurch es zu mehrdeutigen Formen kommt, wenn man die Personalpronomen nicht benutzt; die Objekt-Präfixe m- „mir“ und gv- „uns“ sind jedoch stets eindeutig:

```
 
g-ts'er-t
     „ich schreibe  euch“  (
g- + -t 
= euch,  
 g-
 tilgt 
 v-
)
 
g-ts'er-t
     „er  schreibt  euch“  (
g- + -t 
= euch, 
-t 
 tilgt 
-s
)
 
g-ts'er-t
     „wir schreiben dir“   (
v- + -t 
= wir,  
 g-
 tilgt 
 v-
)
 
g-ts'er-t 
    „wir schreiben euch“  (
v- + -t 
= wir,  
-t 
 steht für Subjekt UND Objekt)
```

```
 
g-ts'er-en 
   „sie schreiben dir“   (
g-  
    = dir)
 
g-ts'er-en 
   „sie schreiben euch“  (
g- + -t
 = euch, 
 -en
 tilgt
 -t
)
```

- Reflexivität (Subjekt = Objekt) kann durch die Personenendungen nicht ausgedrückt werden. Eine Form wie m-ts'er kann also nicht bedeuten '*ich schreibe mir', sondern sie steht eindeutig für „du schreibst mir“ (ts'er „du schreibst“ hat weder Präfix noch Suffix, um das Subjekt auszudrücken, während das Objekt durch m- eindeutig bestimmt ist). Zur Reflexivität siehe den dazugehörigen Abschnitt.

### Reflexivität
- Reflexivität (im Subjekt steht die gleiche Person wie im Objekt, z. B. 'ich → mich, du → euch' usw.) kann nicht durch Kombination von präfigierten und suffigierten Personalaffixen ausgedrückt werden (d. h., dass beispielsweise die Verbform gts'er nicht bedeutet 'du schreibst dir', sondern nur „ich schreibe dir“).
- Das Substantiv tavi „Kopf“ kann mit zweierlei Bedeutungen im Satzbau als Pronomen verwendet werden:
  - So dient diese Konstruktion als Ersatz für Reflexivpronomen: tshemi tavi „mich (selbst)“, sheni tavi „dich selbst“.
  - Es ersetzt das Personalpronomen des direkten Objekts bei einem Prädikat, das mit einem indirekten Objekt kongruent ist:

```
 
vano 
[SUBJ]
 anzors     
[DO]
 adarebs givis 
[IO]   „Vano vergleicht Anzor mit Givi“
 
vano 
[SUBJ]
 shens tavs 
[DO]
 adarebs givis 
[IO]   „Vano vergleicht dich  mit Givi“
```

```
 (Falsch wäre ein Satz wie 
*vano shen g-adarebs givis
.)
```

- Es kann, in den Genitiv tavis(i) gesetzt, als Possessivpronomen der 3. Person stehen:

```
 
vano adzlevs bavshvs tavis dedas
                 „Vano gibt das Kind seiner Mutter“
```

```
 (
tavis
 ebenso wie „seiner“ kann sich auf Vano oder das Kind beziehen.)
```

Reflexivität (auch possessivisch oder als Dativus Commodi) kann aber auch durch den Versionsvokal -i- ausgedrückt werden (der auch passivisch interpretiert werden kann; durch eckige Klammern werden äquivalente Morpheme eingeschlossen):
```
 
deda [u]-k'eravs [shvils] k'abas
      „die Mutter näht [dem Kind] Kleidung“
 
deda [i]-k'eravs          k'abas
      „die Mutter näht [sich]     Kleidung“
```

```
 
mzi  [u]tshmends [das] pexsatsmlebs
   „Mzia putzt [(ihrer) Schwester] Schuhe“
 
mzia [i]tshmends       pexsatsmlebs
   „Mzia putzt [ihre eigenen]      Schuhe“
```

```
 
bavshma da[m]bana  piri
               „das Kind  wusch [mir] das Gesicht“
 
me      dav[i]bane piri
               „ich       wusch [mir] das Gesicht“
```

```
 
kali movst'atse
                       „ich entführte (seine)    Tochter“
 
kali mov[i]t'atse
                     „ich entführte [mir]  ein Mädchen“
```

### Hilfsverben
- ndoma „wollen“ wird nach Klasse 4 konjugiert. Zu diesem Verb kann ein Substantiv, ein Infinitiv, ein Prädikat im Optativ oder ein Nebensatz mit rom „dass“ stehen:

```
 
me 
minda
 erti p'uri
 [Subst. NOM]             „ich möchte ein Brot“
 
me 
minda
 tsh'ama
 [INF]                       „ich will/möchte essen“
 
me 
minda
 Berlin-shi davrek'o
 [OPT]           „ich möchte nach Berlin telefonieren“
```

- Die 3. Person Singular des Verbs 'wollen' (unda) wird auch zum Ausdruck von „müssen“ verwendet; ihr folgt ein Prädikat im Optativ oder Plusquamperfekt:

```
 
unda
 gadavdzhde?
 [OPT]                       „muss ich umsteigen?“
(zu verstehen als: 'will es, dass ich umsteige?')
 
saxli 
unda
 ameshenebina
 [PQP]                „ich sollte ein Haus bauen“
```

- shedzleba „können“ ist ein Verb der Klasse 4. Es wird mit Infinitiv oder Optativ verwendet. Das Futur ('ich werde können') und die Vergangenheit ('ich konnte') werden mit Futur bzw. Aorist gebildet.
Für die Verneinung von 'können' existiert die Partikel ver + Indikativ (ohne Hilfsverb!):

```
 
she-g-idzlia-t
 amis shek'etba?
 [INF]         „können Sie das reparieren?“
(zu verstehen als: 'ist es Ihnen möglich, dies hier zu reparieren?')
 
she-g-idzlia-t
 biksirze amiqvanot?
 [OPT]     „können Sie mich abschleppen?“
(zu verstehen als: 'ist es Ihnen möglich, dass Sie mich auf einem Schlepper nehmen?')
 
ver
 ga-v-ige
   [AOR]                         „ich verstehe nicht (ich habe nicht verstanden)“
 
xval 
ver
 moval
 [FUT]                         „ich kann morgen nicht kommen“
```

### Infinite Formen
- Der Infinitiv (masdari) endet auf -a, wobei ein Thema-Suffix vorausgeht (z. B. k'et-eb-a „tun“, ts'er-a „schreiben“).
Das Themasuffix -av verliert dabei seinen Vokal (z. B. xat-_v-a „malen“ zu xatav „du malst“).

### Konjugationstabellen
Partielle Unregelmäßigkeiten sind in den folgenden Tabellen unterstrichen. Die Bindestriche und Leerzeichen dienen einzig und allein der Übersicht.

#### Regelmäßige Verben
- Klasse 1 stark: k’eteba „tun/machen“ (mit obligatorischem Versions-Markierer):

| Person    | Präsens        | Futur             | Imperfekt         | Aorist          | Perfekt              |
| ich       | v-a-k'et-eb    | ga-v-a-k'et-eb    | v-a-k'et-eb-d-i   | ga-v-a-k'et-e   | ga-m-i-k'et-eb-i-a   |
| du        | --a-k'et-eb    | ga---a-k'et-eb    | --a-k'et-eb-d-i   | ga---a-k'et-e   | ga-g-i-k'et-eb-i-a   |
| er/sie/es | --a-k'et-eb-s  | ga---a-k'et-eb-s  | --a-k'et-eb-d-a   | ga---a-k'et-a   | ga---u-k'et-eb-i-a   |
| wir       | v-a-k'et-eb-t  | ga---ak'et-eb-t   | v-a-k'et-eb-d-i-t | ga-v-a-k'et-e-t | ga-gv-i-k'et-eb-i-a  |
| ihr       | --a-k'et-eb-t  | ga---a-k'et-eb-t  | --a-k'et-eb-d-i-t | ga---a-k'et-e-t | ga-g-i-k'et-eb-i-a-t |
| sie       | --a-k'et-eb-en | ga---a-k'et-eb-en | --a-k'et-eb-d-nen | ga---a-k'et-es  | ga---u-k'et-eb-i-a-t |

| Person    | Subj. Präsens     | Subj. Futur          | Subj. Perfekt    | Optativ         |
| ich       | v-a-k'et-eb-d-e   | ga---v-a-k'et-eb-d-e | ga-m -e-k'et-a   | ga-v-a-k'et-o   |
| du        | --a-k'et-eb-d-e   | ga---a-k'et-eb-d-e   | ga-g -e-k'et-a   | ga---a-k'et-o   |
| er/sie/es | --a-k'et-eb-d-e-s | ga---a-k'et-eb-d-e-s | ga-- -e-k'et-a   | ga---a-k'et-o-s |
| wir       | v-a-k'et-eb-d-e-t | ga-v-a-k'et-eb-d-e-t | ga-gv-e-k'et-a   | ga-v-a-k'et-o-t |
| ihr       | --a-k'et-eb-d-e-t | ga---a-k'et-eb-d-e-t | ga-g -e-k'et-a-t | ga---a-k'et-o-t |
| sie       | --a-k'et-eb-d-nen | ga---a-k'et-eb-d-nen | ga-- -ek'et-a-t  | ga---a-k'et-o-n |

In den folgenden Tabellen sind nicht alle Personen ausbuchstabiert. Die erste Tabelle für shal- „hören“ ist beispielsweise folgendermaßen zu lesen:
```
 Präsens-Serie                 IMPERFEKT                    Subjunktiv
 ich höre:   
vshli
             ich hörte:   
vshlidi
         
vshlide

 du  hörst:  
 shli
             du  hörtest: 
 shlidi
         
 shlide

 er  hört:   
 shlis
            er  hörte:   
 shlida
         
 shlides

 wir hören:  
vshlit
            wir hörten:  
vshlidit
        
vshlidet

 ihr hört:   
 shlit
            ihr hörtet:  
 shlidit
        
 shlidet

 sie hören:  
 shlian
           sie hörten:  
 shlidnen
       
 shlidnen
```

```
 Futur-Serie FUTUR             KONDITIONAL                  FUTUR SUBJUNKTIV
 ich         
gavshli
           
gavshlidi
                    
gavshlide

 du          
gashli
            
gashlidi
                     
gashlide

 er/sie/es   
gashlis
           
gashlida
                     
gashlides

 wir         
gavshlit
          
gavshlidit
                   
gavshlidet

 ihr         
gashlit
           
gashlidit
                    
gashlidet

 sie         
gashlian
          
gashlidnen
                   
gashlidnen
```

```
 Aorist-Serie                  AORIST                       OPTATIV
 ich                           
gavshale
                     
gavshalo

 du                            
gashale
                      
gashalo

 er/sie/es                     
gashala
                      
gashalos

 wir                           
gavshalet
                    
gavshalot

 ihr                           
gashalet
                     
gashalot

 sie                           
gashales
                     
gashalon
```

```
 Perfekt-Serie                 EVIDENTIAL INDIKATIV         EVIDENTIAL SUBJUNKTIV
 ich                           
gamishlia
                    
gameshala

 du                            
gagishlia
                    
gageshala

 er/sie/es                     
gaushlia
                     
gaeshala

 wir                           
gagvishlia
                   
gagveshala

 ihr                           
gagishliat
                   
gageshalat

 sie                           
gaushliat
                    
gaeshalat
```

Die Endungen -xar/a/an lauten für alle Personen: -var, -xar, -a, -vart, -xart, -an. Die Endungen -iqavi/iqo/iqvnen lauten für alle Personen: -iqavi, -iqavi, -iqo, -iqavit, -iqavit, -iqvnen
- Klasse 1 schwach: shal- „hören“

| [1. Person] 2. Singular/3. Singular/3. Plural | Indikativ           | Vergangenheit              | Subjunktiv              |
| Präsens-Serie                                 | [v]-shl-i/is/ian    | [v]-shl-i-d-i/a/nen        | [v]-shl-i-d-e/es/nen    |
| Futur-Serie                                   | ga-[v]-shl-i/is/ian | ga-[v]-shl-i-d-i/a/nen     | ga-[v]-shl-i-d-e/es/nen |
| Aorist-Serie                                  |                     | ga-[v]-shal-e/a/es         | ga-[v]-shal-o/os/on     |
| Perfekt-Serie                                 |                     | ga-[m/gv]-i/u-shl-i-a/a/at | ga-[m/gv]-e-shal-a/a/at |

- Klasse 2i: i-xat-eb- „gemalt werden“

| [1. Person] 2. Singular/3. Singular/3. Plural | Indikativ                  | Vergangenheit                 | Subjunktiv                        |
| Präsens-Serie                                 | [v]-i-xat-eb-i/a/ian       | [v]-i-xat-eb-od-i/a/nen       | [v]-i-xat-eb-od-e/es/nen          |
| Futur-Serie                                   | ga-mo-[v]-i-xat-eb-i/a/ian | ga-mo-[v]-i-xat-eb-od-i/a/nen | ga-mo-[v]-i-xat-eb-od-e/es/nen    |
| Aorist-Serie                                  |                            | ga-mo-[v]-i-xat-e/a/nen       | ga-mo-[v]-i-xat-o/os/on           |
| Perfekt-Serie                                 |                            | ga-mo-[v]-xat-ul-xar/a/an     | ga-mo-[v]-xat-ul-iqavi/iqo/iqvnen |

- Klasse 2d: k'et-d-eb- „getan werden“

| [1. Person] 2. Singular/3. Singular/3. Plural | Indikativ                | Vergangenheit               | Subjunktiv                         |
| Präsens-Serie                                 | [v]-k'et-d-eb-i/a/ian    | [v]-k'et-d-eb-od-i/a/nen    | [v]-k'et-d-eb-od-e/es/nen          |
| Futur-Serie                                   | ga-[v]-k'et-d-eb-i/a/ian | ga-[v]-k'et-d-eb-od-i/a/nen | ga-[v]-k'et-d-eb-od-e/es/nen       |
| Aorist-Serie                                  |                          | ga-[v]-k'et-d-i/a/nen*      | ga-[v]-k'et-d-e/es/nen*            |
| Perfekt-Serie                                 |                          | ga-[v]-k'et-eb-ul-xar/a/an  | ga-[v]-k'et-eb-ul-iqavi/iqo/iqvnen |

(* die Form gaketdnen ist nicht eindeutig!)
- Klasse 2x: kvd- „sterben“

| [1. Person] 2. Singular/3. Singular/3. Plural | Indikativ             | Vergangenheit            | Subjunktiv                       |
| Präsens-Serie                                 | [v]-kvd-eb-i/a/ian    | [v]-kvd-eb-od-i/a/nen    | [v]-kvd-eb-od-e/es/nen           |
| Futur-Serie                                   | mo-[v]-kvd-eb-i/a/ian | mo-[v]-kvd-eb-od-i/a/ian | mo-[v]-kvd-eb-od-e/es/nen        |
| Aorist-Serie                                  |                       | mo-[v]-kvd-i/a/nen*      | mo-[v]-kvd-e/es/nen*             |
| Perfekt-Serie                                 |                       | mo-[v]-m-kvd-ar-xar/a/an | mo-[v]-m-kvd-ar-iqavi/iqo/iqvnen |

(* die Form mokvdnen ist nicht eindeutig!)
- Klasse 3: tamash- „spielen“

| [1. Person] 2. Singular/3. Singular/3. Plural | Indikativ              | Vergangenheit                | Subjunktiv                 |
| Präsens-Serie                                 | [v]-tamash-ob-Ø/s/en   | [v]-tamash-ob-d-i/a/nen      | [v]-tamash-ob-d-e/es/nen   |
| Futur-Serie                                   | [v]-i-tamash-eb-Ø/s/en | [v]-i-tamash-eb-d-i/a/nen    | [v]-i-tamash-eb-d-e/es/nen |
| Aorist-Serie                                  |                        | [v]-i-tamash-e/a/es          | [v]-i-tamash-o/os/on       |
| Perfekt-Serie                                 |                        | [m/gv]-i/u-tamash-n-i-a/a/at | [m/gv]-e-tamash-a/a/at     |

- Klasse 4: (e)-ghvizh- „wach sein“ (das einzige Personalsuffix ist -s im Präsens und allen Subjunktivformen)

| [1. Person] Singular & 1. Plural / 2. & 3. Plural | Indikativ               | Vergangenheit              | Subjunktiv                  |
| Präsens-Serie                                     | [m/gv]-ghvizh-av-s/t    | [m/gv]-ghvizh-av-da/dat    | [m/gv]-ghvizh-av-de-s/t     |
| Futur-Serie                                       | [m/gv]-e-ghvizh-eb-a/at | [m/gv]-e-ghvizh-eb-od-a/at | [m/gv]-e-ghvizh-eb-ob-es/et |
| Aorist-Serie                                      |                         | [m/gv]-e-ghvizh-a/at       | [m/gv]-e-ghvizh-os/ot       |
| Perfekt-Serie                                     |                         | [m/gv]-ghvizh-eb-ia/iat    | [m/gv]-ghvizh-od-a/at       |

- dadgma, dg- „hinstellen, aufstellen“ im Aorist mit Personenendung -i:

| Person    | Aorist      |
| ich       | da-v-dg-i   |
| du        | da---dg-i   |
| er/sie/es | da---dg-a   |
| wir       | da-v-dg-i-t |
| ihr       | da---dg-i-t |
| sie       | da---dg-es  |

#### Unregelmäßige Verben
- qopna „sein“

| Person    | Präsens           | Futur       | Aorist     |
| ich       | v-ar              | v-ikneb-i   | v-iqav-i   |
| du        | x-ar              | --ikneb-i   | --iqav-i   |
| er/sie/es | --ar-is; -a; (-s) | --ikneb-a   | --iqo      |
| wir       | v-ar-t            | v-ikneb-i-t | v-iqav-i-t |
| ihr       | x-ar-t            | --ikneb-i-t | --iqav-i-t |
| sie       | --ar-ian; -an     | --ikneb-ian | --iqv-nen  |

```
 
aris
 "ist" erscheint häufig zu 
-a
 verkürzt. Wird es an Wörter angehängt, die auf ein normalerweise ausgelassenes "a" enden, entsteht die Endung 
-aa
, zum Beispiel:
   
sadaa / raa ...?
 "wo ist / was ist ...?", 
araa
 "ist nicht",
   
es 
iapi
a
 "das 
ist billig
" 
k'argi 
amindi
a
 "das 
Wetter ist
 gut"
```

- kona „(etwas unbelebtes) besitzen“ (z. B. Bücher, Fernseher); objektive Konjugation. Der Aorist (v-ikonie) ist ungebräuchlich. Das Präfix h- wird selten ausgesprochen.

| Person    | Präsens  | Futur         | Imperfekt   |
| ich       | m -akv-s | m -e-kne-ba   | m -kon-da   |
| du        | g -akv-s | g -e-kne-ba   | g -kon-da   |
| er/sie/es | - -akv-s | - -e-kne-ba   | h -kon-da   |
| wir       | gv-akv-s | gv-e-kne-ba   | gv-kon-da   |
| ihr       | g -akv-t | g -e-kne-ba-t | g -kon-da-t |
| sie       | - -akv-t | - -e-kne-ba-t | h -kon-da-t |

- qola „(belebtes) haben“ (z. B. Kinder); objektive Konjugation. Der Aorist ist ungebräuchlich. Das Präfix h- wird selten ausgesprochen.

| Person    | Präsens  | Futur          | Imperfekt   |
| ich       | m -qav-s | m -e-qol-eba   | m -qav-da   |
| du        | g -qav-s | g -e-qol-eba   | g -qav-da   |
| er/sie/es | - -qav-s | - -e-qol-eba   | h -qav-da   |
| wir       | gv-qav-s | gv-e-qol-eba   | gv-qav-da   |
| ihr       | g -qav-t | g -e-qol-eba-t | g -qav-da-t |
| sie       | - -qav-t | - -e-qol-eba-t | h -qav-da-t |

- tkma, tkv- „sagen“

| Person    | Präsens     | Aorist    |
| ich       | v-amb-ob    | v-tkv-i   |
| du        | --amb-ob    | --tkv-i   |
| er/sie/es | --amb-ob-s  | --tkv-a   |
| wir       | v-amb-ob-t  | v-tkv-i-t |
| ihr       | --amb-ob-t  | --tkv-i-t |
| sie       | --amb-ob-en | --tkv-es  |

- tsodna „wissen“

| Person    | Präsens  | Imperfekt    |
| ich       | v-itsi   | v-itso-d-i   |
| du        | --itsi   | --itso-d-i   |
| er/sie/es | --itsi-s | --itso-d-a   |
| wir       | v-itsi-t | v-itso-d-i-t |
| ihr       | --itsi-t | --itso-d-i-t |
| sie       | --itsian | --itso-d-nen |

- svla „gehen“. Die finiten Formen werden nur zusammen mit Präfixen verwendet!. Im Präsens findet man die teilweise verkürzten Formen von qopna „sein“ als Endungen.

| Person    | Präsens     | Futur     | Imperfekt     | Aorist     |
| ich       | …-v-di-var  | …--val    | …-v-dio-d-i   | …--ved-i   |
| du        | …---di-xar  | …-xval    | …---dio-d-i   | …-xved-i   |
| er/sie/es | …---di-s    | …--va     | …---dio-d-a   | …--vid-a   |
| wir       | …-v-di-vart | …--val-t  | …-v-dio-d-i-t | …--ved-i-t |
| ihr       | …---di-xart | …-xval-t  | …---dio-d-i-t | …-xved-i-t |
| sie       | …---dian    | …--v l-en | …---dio-d-nen | …--vid-nen |

```
 Imperativ:
```

```
 
mi-di!
      „geh hin!“
 
mo-di!
      „komm her!“
 
ts'a-di!
    „geh weg!“
 
ts'a-mo-di!
 „komm mit!“
```

- In einigen Formen wird dasvla „regelmäßig gehen“ abweichend von dem obigen Schema konjugiert:

| Person    | Futur        | Aorist       |
| ich       | da-v-ivli    | da-v-iar-e   |
| du        | da---ivli    | da---iar-e   |
| er/sie/es | da---ivli-s  | da---iar-a   |
| wir       | da-v-ivli-t  | da-v-iar-e-t |
| ihr       | da---ivli-t  | da---iar-e-t |
| sie       | da---ivli-an | da---iar-es  |

- Klasse 4: ndoma „wollen“; objektive Konjugation (das Gewollte steht im Nominativ)

| Person    | Präsens    | Imperfekt     | Aorist        |
| ich       | m -i-nda   | m -i-ndo-da   | mo-m -i-nda   |
| du        | g -i-nda   | g -i-ndo-da   | mo-g -i-nda   |
| er/sie/es | - u-nda    | - u-ndo-da    | mo-- -u-nda   |
| wir       | gv-i-nda   | gv-i-ndo-da   | mo-gv-i-nda   |
| ihr       | g -i-nda-t | g -i-ndo-da-t | mo-g -i-nda-t |
| sie       | - u-nda-t  | - u-ndo-da-t  | mo-- -u-nda-t |

## Syntax

### Satzstellung
- Die Satzstellung kennt wenige Einschränkungen. Eine häufig verwendete Satzstellung ist Subjekt - Objekt - Verb; das Verb kann aber genauso gut nach dem Subjekt stehen. In der Präsens-Serie stehen direktes und indirektes Objekt im Dativ, der Sinn ergibt sich aus dem Zusammenhang:

```
  
me  dedas      ts'erils   vts'er
      „Ich schreibe meiner Mutter einen Brief.“
  
ich Mutter.DAT Brief.DAT  ich.schreibe 

= 
me vts'er        ts'eril-s  deda-s

  
ich ich.schreibe Brief.DAT  Mutter.DAT
```

### Fragen
- Fragewörter stehen am Satzanfang:

```
 
romel saatse?
                               „Um wie viel Uhr?“
 
ras inebebt?
                                „Was wünschen Sie?“
```

- Entscheidungsfragen können nicht durch Umstellung von Satzgliedern ausgedrückt werden, stattdessen steigt die Stimme zum Wortende hin an:

```
 
vano mgheris? = mgheris vano?
               „Singt Vano?“
 
tshemtan ertad moxval?
                      „Wirst du mit mir kommen?“
```

- Die Partikel xom (etwa an der 2. Position im Satz) wird verwendet, wenn eine bejahende bzw. verneinende Antwort erwartet wird:

```
 
tkven xom xart k'argad?
                     „Euch geht es doch gut, oder?“
 
an xom ar itsi ra ghirs es?
                 „oder weißt du etwa nicht, was das kostet?“
 
dghes   xom  k'argi amindia?
                „Heute ist doch wohl gutes Wetter?“
 
Tag.DAT doch gut    Wetter.ist?

 
dghes   xom  ar    aris k'argi amindi?
      „Ist heute etwa gutes Wetter?“
 
Tag.DAT doch nicht ist  gut    Wetter?
```

- Die Partikel tu „falls, ob“ macht Fragen höflicher:

```
 
tshai ginda?
                                „Willst du Tee?“
 
tshai tu ginda?
                             „Möchtest du Tee?“
```

### Verneinung
- Das Verneinungspräfix u- (etwa als 'ohne' zu übersetzen) steht bei Substantiven:

```
 Substantiv → Substantiv:
 
guli
   „Herz“       →     
u-gul-oba
  „Herzlosigkeit“
```

```
 Substantiv → Adjektiv:
 
gemo
   „Geschmack“  →     
u-gem-ur-i
 „ohne Geschmack, schal“
 
marili
 „Salz“       →     
u-maril-o
  „nicht salzig“
```

- Die normale Verneinung wird durch ar vor einem Verb gebildet:

```
 
ar minda
                                     „Ich will nicht“
 
es   ase araa
                                „Das ist nicht so“
 
dies so  nicht.ist
```

- Ist dem Subjekt etwas nicht möglich, verwendet man die Partikel ver:

```
 
ver           gavige
                         „Ich habe [es] nicht verstanden“
 
nicht.möglich ich.verstand

 
ver           get'qvi
                        „Ich kann [es] dir nicht sagen“
 
nicht.möglich dir.sage

 
ver           movedi
                         „Ich konnte nicht kommen“
 
nicht.möglich ich.kam

 
xval   ver           moval
                   „Ich kann morgen nicht kommen“
 
morgen nicht.möglich ich.werde.kommen
```

- Ein Imperativ wird durch ar (höfliche Aufforderung) oder nu [d. i. /nur-/] (strenges Verbot) verneint:

```
 
nu nerviulob!
                                „Mach dir keine Sorgen!“
 
nu vilap'arak'ebt amaze!
                     „Reden wir nicht darüber!“
```

- Durch ein Infix kann allen Negationen die Bedeutung 'nicht mehr, nicht länger' gegeben werden:

```
 
a
gha
r  mova
                                  „Er wird nicht mehr kommen“
 
ve
gha
r vtsham
                                „Ich kann nicht mehr essen“
 
nu
gha
r iparav!
                               „Stiehl nicht mehr!“
```

- Alle drei Verneinungen können, paarweise verwendet, durch das Suffix -ts „auch“ die Bedeutung „weder...noch“ erhalten:

```
 
arts       shen shegidzlia  arts       me
     „Weder ich kann es, noch du“
 
nicht-auch dir  möglich.ist nicht-auch mir

 
verts    shen gaige      rame  verts    iman
  „Weder du noch er/sie hat etwas verstanden“
 
n.m.auch du   verstandst etwas n.m.auch er.ERG
```

- Aus allen dreien können auch Negativpronomen gebildet werden, wobei bei nu das ursprüngliche r wieder auftaucht:

```
 „niemand“:         
aravin     / veravin     / nuravin
     (
nicht.wer
)
 „nichts“:          
araperi    / veraperi    / nuraperi

 „kein einziger“:   
artserti   / vertserti   / nurtserti
   (
nicht.auch.einer
)
 „kein(erlei)“:     
aravitari  / veravitari  / nuravitari

 „nie(mals)“:       
arasdros   / verasdros   / nurasdros
   (
zu keiner Zeit
)
 „nirgends“:        
arsad      / versad      / nursad
      (
nicht.wo
)
 „nirgendwohin“:    
arsaitk'en / versaitk'en / nursaitk'en
 (
nicht.wohin
)
 „nirgendwoher“:    
arsaidan   / versaidan   / nursaidan
   (
nicht.woher
)
```

```
 
shen araperi ar    ginda?
                     „Willst du nichts?“
 
du   nichts  nicht willst

 
me  veraperi (ver)   gavige
                   „Ich habe nichts verstanden“
 
ich nichts   (nicht) verstand
```

### Konjunktionen
```
da
             und

tu, an, anda
   oder

an...an
        entweder...oder

xan...xan
      bald...bald

magram
         aber

ese igi
        also

radgan, rak'i
  denn

amit'om
        deshalb

torem
          sonst
```

```
rom
              dass

imit'om rom
      weil

tumtsa
           obwohl

sanam
            bevor

rogorts k'i
      sobald

rotsa, rodesatz
  als, wenn

tu
               falls, ob
```

```
rac
              (dasjenige), was auch
```